# Endika Bordas
Endika Bordas Losada (Bermeo, 8 de marzo de 1982) es un exfutbolista y entrenador español. Jugaba en la posición de centrocampista. Su último equipo fue el S. D. Gernika y su primer equipo fue el Athletic Club.

## Trayectoria

### Como jugador
Se formó en las categorías inferiores del Athletic Club. En el año 2000 debutó en el Bilbao Athletic y en 2003 pasó a formar parte del primer equipo. Debutó en la Primera División española, el 3 de septiembre de 2003, en el partido Deportivo-Athletic que perdió su equipo por 2-0.
En 2005 se fue cedido al Terrassa FC por media temporada. Para la temporada 2005-2006 regresó al Athletic Club aunque, un campaña más tarde, se marchó definitivamente al Hospitalet, club catalán que militaba en el Grupo III de la Segunda División B. Sin embargo, a mitad de la campaña 2006-2007, fichó por el líder del Grupo IV, el Córdoba CF.
En julio de 2009 fichó por la UD Salamanca. Sufrió una grave lesión de rodilla, durante el último tramo de la temporada 2010-11, unos meses antes de finalizar de contrato. Los unionistas le comunicaron que no le renovarían, pero le ofrecieron seguir tratándose en Salamanca y entrenar con el equipo para ver cómo evolucionaba de la lesión y, dependiendo de su evolución, poder firmar un nuevo contrato. Finalmente, este hecho se produjo a finales de enero de 2012.
Para la campaña 2012-13, fichó por el Club Bermeo de Tercera División, equipo de su pueblo natal, aunque tras acabar la temporada y hablarlo con el club, fichó por el FC Lokomotivi Tbilisi a mitad de temporada.
En verano de 2013 fichó por la SD Amorebieta de Segunda B. Tras dos temporadas en el cuadro azul, firmó por la SD Gernika donde se retiraría en 2017 después de una última temporada marcada por las lesiones.

### Como entrenador
Tras su retirada se hizo cargo de la dirección deportiva del club gernikarra, además de ejercer como segundo entrenador de Jabi Luaces. En verano de 2018 se unió al proyecto del Arenas de Getxo, acompañando a Jabi Luaces. Finalmente, el 2 de abril se hizo con el puesto de entrenador tras el cese de Jabi Luaces. El 19 de mayo, con un triunfo en la última jornada, consiguió lograr la permanencia en Segunda B. De cara a la siguiente campaña regresó a su puesto de segundo entrenador del Arenas Club a las órdenes de Javier Olaizola.
En noviembre de 2020 se hizo cargo del banquillo del CD Ronda.

## Clubes

### Como jugador
| Club                  | País    | Año       |
| --------------------- | ------- | --------- |
| Bilbao Athletic       | España  | 2000-2003 |
| Athletic Club         | España  | 2003-2006 |
| Terrassa FC           | España  | 2005      |
| CE Hospitalet         | España  | 2006-2007 |
| Córdoba CF            | España  | 2007-2009 |
| UD Salamanca          | España  | 2009-2012 |
| Bermeo Futbol Taldea  | España  | 2012-2013 |
| FC Lokomotivi Tbilisi | Georgia | 2013      |
| SD Amorebieta         | España  | 2013-2015 |
| SD Gernika            | España  | 2015-2017 |

### Como entrenador
| Club        | País   | Año  |
| ----------- | ------ | ---- |
| Arenas Club | España | 2019 |